# Interfície (Java)
Una interfície (interface en anglès) en programació orientada a objectes, i més concretament, en llenguatge Java, és un tipus abstracte útil per definir el conjunt d'operacions i dades realitzable i accessibles sobre un objecte.

## Descripció
Quan es defineix una interfície se solen especificar només les funcions sobre l'objecte, sense implementar-ne la lògica. És quan es creen classes que es poden implementar les operacions definides en interfícies. Aquesta pràctica és útil quan es vol focalitzar unes funcionalitats/característiques que són comunes entre diferents classes però que, en canvi, no estan relacionades jeràrquicament.

## Exemples
L'objecte de classe "Ocell" i el de classe "Avió" no tenen de cap manera cap relació jeràrquica. El primer pertany al regne animal i el segon és una màquina artificial. Però els dos tenen la capacitat de volar. En java, aquesta realitat es definiria de la següent manera:

```
 
public
 
interface
 
Volar
 
{
 

 	
public
 
enlairarse
();
 

 	
public
 
aterrar
();

 
}

```

```
 
public
 
class
 
Ocell
 
extends
 
Animal
 
implements
 
Volar
 
{

 	
public
 
enlairarse
()
 
{

 		
/* Programar aquí l'enlairament d'un ocell */

 	
}

 	

 	
public
 
aterrar
()
 
{

 		
/* Programar aquí l'aterratge d'un ocell */

 	
}

	
/* Altres funcionalitats pròpies d'un ocell */

 	
public
 
menjar
()
 
{
 
};

 	
public
 
dormir
()
 
{
 
};
 

 
}

```

```
 
public
 
class
 
Avio
 
extends
 
Maquina
 
implements
 
Volar
 
{

 	
public
 
enlairarse
()
 
{

 		
/* Programar aquí l'enlairament d'un avió */

 	
}

 	
public
 
aterrar
()
 
{

 		
/* Programar aquí l'aterratge d'un avió */

 	
}
 

 	
/* Altres funcionalitats pròpies d'un avió*/

 	
public
 
engegar
()
 
{
 
};

 	
public
 
aturar
()
 
{
 
};

 
}

```

Suposem ara que necessitem utilitzar una classe que tingui la capacitat de volar, independentment de si es tracta d'un avió o d'un ocell. Amb les interfícies java és possible:

```
 
Volar
 
objecteVolador1
 
=
 
new
 
Avio
();

 
Volar
 
objecteVolador2
 
=
 
new
 
Ocell
();

 
objecteVolador1
.
enlairarse
();

 
objecteVolador2
.
enlairarse
();

```

Els dos objectes, tot i ser de diferent tipus, s'utilitzen de la mateixa manera perquè han estat instanciats sobre la mateixa interfície. La resta de les seves funcionalitats pròpies de la classe no són accessibles.
Ja que cada classe pot tenir múltiples característiques, les classes poden implementar tantes interfícies com es necessiti:

```
 
public
 
class
 
Persona
 
extends
 
Animal
 
implements
 
Enraonar
,
 
Caminar
,
 
Escriure
 
{
 
/*...*/
 
};

```